# Paratettix austronanus
Paratettix austronanus är en insektsart som beskrevs av Otte, D. 1997. Paratettix austronanus ingår i släktet Paratettix och familjen torngräshoppor. Inga underarter finns listade i Catalogue of Life.